# Forel (Fribourg)
Forel is een dorp en voormalige gemeente in het district Broye van het kanton Fribourg in Zwitserland. Op 1 januari 2016 fuseerde de gemeente met Autavaux en Montbrelloz tot de gemeente Verney, waarvan Forel de hoofdplaats werd. De gemeente Vernay ging op 1 januari 2017 op in de huidige gemeente Estavayer.

## Geografie
Forel ligt aan de zuidoever van het meer van Neuchâtel. Forel ligt in de exclave Estavayer van kanton Fribourg in kanton Vaud. De oppervlakte van de Forel bedraagt 5,03 km².
- Hoogste punt: 505 m
- Laagste punt: 429 m

## Bevolking
De gemeente heeft 357 inwoners (2003). De meerderheid in Forel is Franstalig (92%, 2000) en Rooms-Katholiek (76%).

## Economie
79% van de werkzame bevolking werkt in de primaire sector (landbouw en veeteelt), 2% in de secundaire sector (industrie), 19% in de tertiaire sector (dienstverlening).

## Geschiedenis
In 1239 werd het dorp het eerst als Forest genoemd. Er zijn twee verschillende bewoningen aangetroffen uit het neolithikum en de bronstijd. Vanaf 1536 behoorde het dorp tot de voogdij van Estavayer. In 1594 wird het gebied verkocht en tot heerschap omgevormd. Van 1798 tot 1848 was het dorp een deel van het district Estavayer en daarna het district Broye.